# BBC Sessions 1968-1970
BBC Sessions 1968-1970 è un album dal vivo del gruppo rock britannico Deep Purple, pubblicato nel 2011.

## Tracce

### Disco 1
1. Hush (BBC Top Gear Session – 18 June 1968) – 4:07
2. One More Rainy Day (BBC Top Gear Session – 18 June 1968) – 2:56
3. Help! (BBC Top Gear Session – 18 June 1968) – 5:38
4. And the Address (BBC Dave Symonds Show Session – 25 June 1968) – 2:06
5. Hey Bop a Re Bop (BBC Top Gear Session – 14 January 1969) – 3:31
6. Emmaretta (BBC Top Gear Session – 14 January 1969) – 3:08
7. Wring That Neck (BBC Top Gear Session – 14 January 1969) – 4:42
8. Brian Matthew Interviews Rod Evans (BBC Top Gear Session –  8 January 1969) – 1:27
9. Hey Joe (BBC Top Gear Session – 14 January 1969) – 4:02
10. It's All Over (BBC Top Gear Session – 14 January 1969) – 4:14
11. The Painter (BBC Sounds Like Tony Brandon Show Session – 24 June 1969) – 2:18
12. Laléna (BBC Sounds Like Tony Brandon Show Session – 24 June 1969) – 3:33
13. The Painter (BBC Chris Grant’s Tasty Pop Sundae Session – 30 June 1969) – 2:43
14. I'm So Glad (BBC Chris Grant’s Tasty Pop Sundae Session – 30 June 1969) – 3:12
15. Hush (BBC Chris Grant’s Tasty Pop Sundae Session – 30 June 1969) – 2:28

### Disco 2
1. Ricochet (BBC Symonds on Sunday Show Session – 11 August 1969 (an early version of "Speed King")) – 3:07
2. The Bird Has Flown (BBC Symonds on Sunday Show Session – 11 August 1969) – 3:05
3. Speed King (BBC Stuart Henry Noise at Nine Session – 31 October 1969) – 3:25
4. Jam Stew (aka John Stew) (BBC Stuart Henry Noise at Nine Session – 31 October 1969) – 3:56
5. Hard Lovin' Man (BBC Mike Harding's Sounds of the Seventies Session – 21 April 1970) – 4:13
6. Bloodsucker (BBC Mike Harding’s Sounds of the Seventies Session – 21 April 1970) – 3:18
7. Living Wreck (BBC Mike Harding’s Sounds of the Seventies Session – 21 April 1970) – 3:25
8. Jon Lord Interview (BBC Transcription Services Session – 23 September 1970) – 1:35
9. Black Night (BBC Transcription Services Session – 23 September 1970) – 3:29
10. Grabsplatter (BBC Transcription Services Session – 23 September 1970) – 4:33
11. Into the Fire (BBC Transcription Services Session – 23 September 1970) – 3:49
12. Child in Time (BBC Transcription Services Session – 23 September 1970) – 10:48

## Formazione
- Ritchie Blackmore – chitarra
- Rod Evans – voce (disco 1)
- Ian Gillan – voce (disco 2)
- Jon Lord – organo, tastiera, cori
- Ian Paice – batteria
- Nick Simper – basso, cori (disco 1)
- Roger Glover – basso (disco 2)